# 왈랑 항강 파알람
《왈랑 항강 파알람》(타갈로그어: Walang Hanggang Paalam)는 2020년 방영된 필리핀의 드라마이다.

## 같이 보기
- ABS-CBN의 텔레비전 드라마 목록